# Detour (album)
Detour è l'undicesimo album in studio della cantante statunitense Cyndi Lauper, pubblicato nel 2016. Si tratta di un disco di cover di musica country.

## Tracce
1. Funnel of Love – 3:15
2. Detour (feat. Emmylou Harris) – 2:55
3. Misty Blue – 3:19
4. Walkin' After Midnight – 2:16
5. Heartaches by the Number – 3:10
6. The End of the World – 3:12
7. Night Life (feat. Willie Nelson) – 2:58
8. Begging to You – 3:24
9. You're the Reason Our Kids Are Ugly (feat. Vince Gill) – 3:42
10. I Fall to Pieces – 3:00
11. I Want to Be a Cowboy's Sweetheart (feat. Jewel) – 3:13
12. Hard Candy Christmas (feat. Alison Krauss) – 3:54